# Жан Поль
Жан Поль (фр. Jean Paul; справжнє ім'я Йоганн-Пауль-Фрідріх Ріхтер, нім. Johann Paul Friedrich Richter; 21 березня 1763, Вунзідель, Баварія — 14 листопада 1825, Байройт) — німецький письменник, сентименталіст і преромантик, автор сатиричних творів, естетик і публіцист. Псевдонім (офранцужену версію власних імен) взяв з поваги до Жана Жака Руссо. В німецькомовній культурі вимовляється як Жан Пауль [ʒɑpaʊl].
Жану Полю належить вираз «світова скорбота» (нім. Weltschmerz).

## Ранні твори

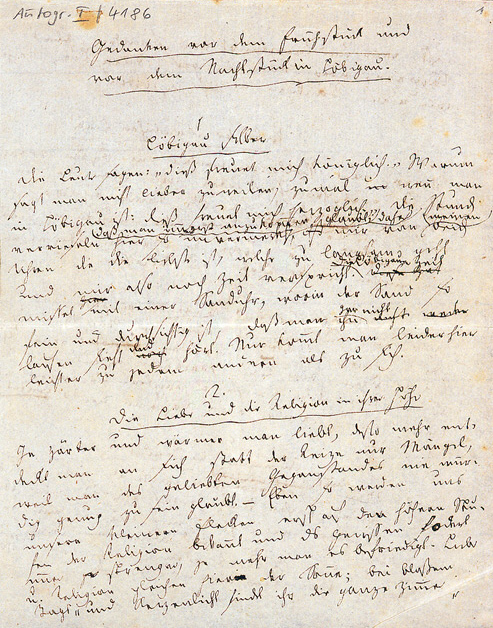
Рукопис Жана Поля

Син сільського пастора, уродженець Вунзіделя, він провів юність у скруті, був студентом в Лейпцизі і, не закінчивши, внаслідок бідності, курсу, жив приватними уроками; до літератури він звернувся лише в надії добути письменством засоби до існування. Ще під час студентства він видав сатиричні нариси, такі як «Grönländische Prozesse» («Гренландські процеси», Берлін, 1783—1784), але ні цей твір, ні «Auswahl aus Teufels Papieren» («Уривки з паперів чорта», Гера, 1789) не мали великого успіху. Будучи тут прямим наслідувачем Свіфта і Гіппеля, Жан Поль відрізняється від останнього глибоким сентименталізмом, який знаходить у нього вираження в улюбленій літературній формі сентиментального настрою — в ідилії. «Leben des vergnügten Schulmeisterlein Wuz» (Життя вдоволеного сільського вчителя Вуца, 1790) пройнята вже характерними особливостями більших творів Жана Поля; суб'єктивно-автобіографічний елемент займає в них і згодом чільне місце. Наступний великий твір — «Die unsichtbare Loge» (1793), біографічний роман, який не був закінчений автором, так як під час його створення змінився напрям описуваних ним подій. Залишивши приватні уроки, Ріхтер був тоді невідомим шкільним учителем в баварському містечку Шварценбах.

## Початок популярності. Веймар
Гучна слава оточує ім'я письменника відразу після наступного його твору — «Hesperus oder 45 Hundspottage» (Геспер, 1795); співчутливе зображення героїні роману робить Ріхтера кумиром його співвітчизниць, до сердець яких він знайшов підхід своєї сентиментальністю. Його звичайний недолік — невміння розподіляти матеріал, безладний характер, непослідовність всього твору — помітний і тут, але скупається рисами проникливого гумору, увагою до дрібниць життя і вдумливою поблажливістю до людських слабостей. Загальне поклоніння оточувало його в Байройті, куди він їздив неодноразово в останні роки; тут він зійшовся з Осмундом, купцем-євреєм, благотворний вплив якого відзначають біографи Ріхтера. Повторивши в «Quintus Fixlein» (1796) свій улюблений сюжет — ідилічне зображення життя вчителя, — Ріхтер надрукував незакінчені і менш вдалі «Biographische Belustigungen unter der Gehirnschale einer Riesin» (1796), додаток до яких, «Salatkirchweih in Obersees», — чудовий зразок гумористичної і реалістичної ідилії. З цього ж часу починає виходити в світ роман «Blumen-Frucht- und Dornenstücke, oder Ehestand, Tod und Hochzeit des Armen-Advocaten Siebenkäs» (Зібенкез, 1796-97), де в двох героїв — сентиментально-м'якому і глузливо-зухвалому — явно відбилася подвійність натури самого автора. Зростаюча популярність Жана Поля звертає на нього увагу веймарського гуртка; звідти він отримує гроші і запрошення приїхати для особистого знайомства. Але поїздка Ріхтера і привітний прийом двору не призвели до за собою зближення його з великими поетами: Гете і Шиллер були люб'язні, але холодні з обдарованим письменником, який в своєму буржуазному запереченні їх «Kraftgenialität» здавався їм лише зразком філістерства. Від запрошення зайнятися вихованням принців Гогенлое Жан Поль відмовився, вважаючи, що сторонні заняття можуть шкодити його творчості.

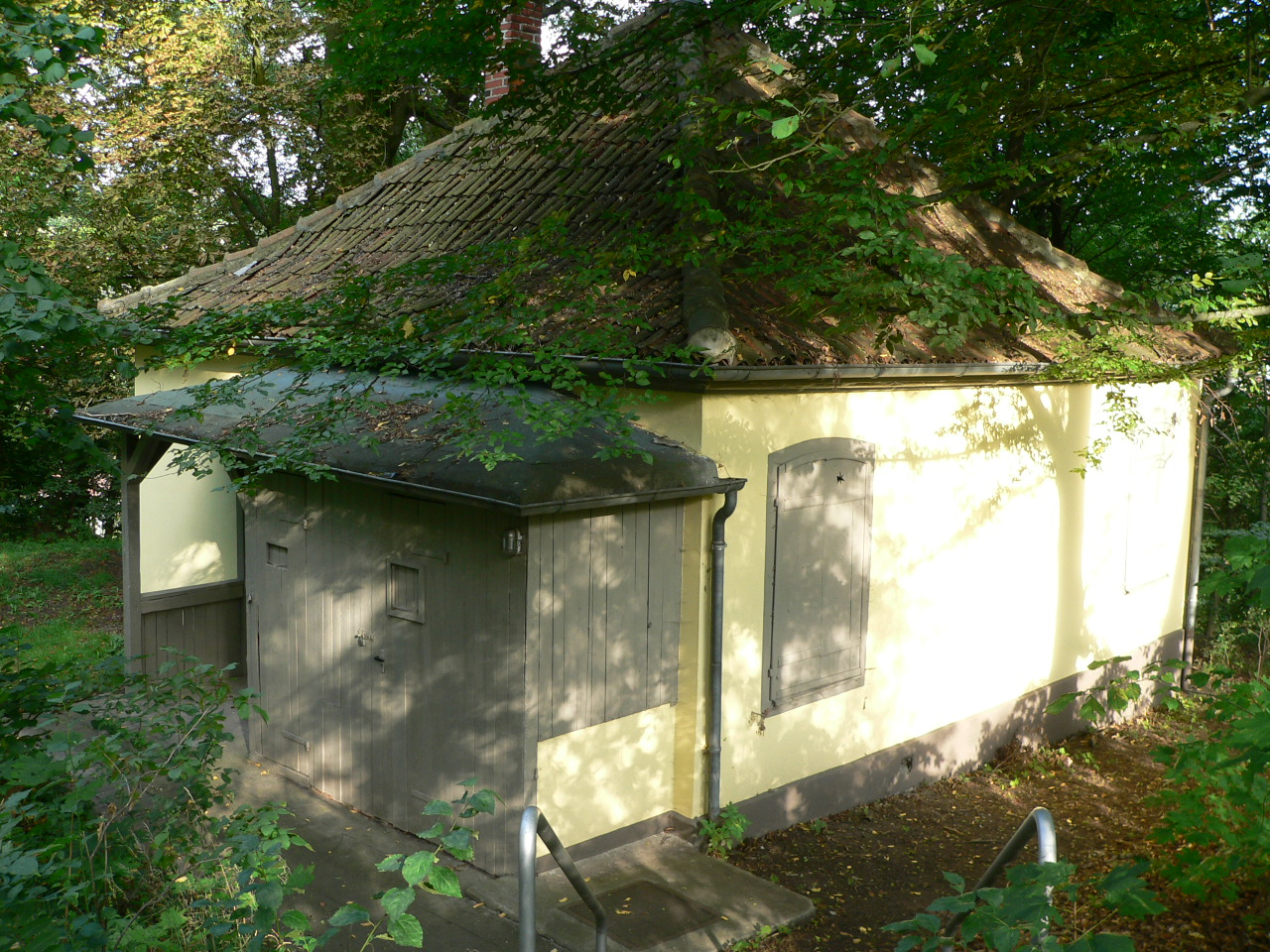
Будинок Жана Поля в Кобурзі (жив там в 1803—1804)

У період з 1797 до 1804 рр. Жан Поль видав ряд наукових і художніх творів: «Jubelsenior», «Kampanerthal oder über die Unsterblichkeit der Seele» (результат знайомства з критичної філософією), «Palingenesien» (1798), «Jean Paul's Briefe und bevorstehender Lebenslauf» (1799 — статті різноманітного змісту), «Clavis Fichtiana» (1800 — проти Фіхте) і ін. Нарешті, в 1802 році він закінчив багаторічну роботу над «Титаном» (Titan) — головним твором Жана Поля. У «Титані» (1800—1803, з доповненням «Komischer Anhang zum Titan») викладається історія розвитку німецького принца, який виріс, не знаючи, хто він, і повинен облагодіяти країну, де йому судилося правити. Справжній сенс книги — протест проти ідеалів " Бурі і натиску ", антітітанізм. "Герой — здорова людина; навколо нього хворі, які гинуть: ефірна, одухотворена Ліана, його перше кохання, екстравагантна титаніда Лінда, його друга любов, титанічна розпусник Рокайроль, його друг і суперник, геніальний гуморист Шоппом, який керував частково його вихованням і скінчив божевіллям "(Шерер). Незважаючи на деякі реальні риси, вибір середовища, малознайомим автору і невластивим його «фламандському» стилю, пояснює невдалі сторни цього твору. Автор ніби відчув це і в своїх «Flegeljahre» (Пустотливі роки, 1804—1805) повернувся до гумористичного зображення простого життя. «Flegeljahre» повторюють мотив «Зібенькеза»: і тут особистість автора роздвоюється в двох образах — незручному, сентиментальному, непрактичному Вальте і сміливому, самовпевненому, уїдливому Фульте.

## Пізні естетичні та публіцистичні роботи

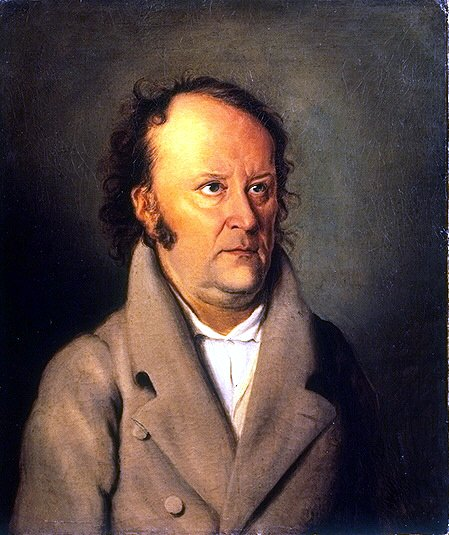
Жан Поль в 1810 році

В цей час Жан Поль, одружившись в Берліні, жив в Байройті і готував до друку дві наукові праці, що доставили йому на батьківщині таку ж популярність, як і його художні твори. «Vorschule der Aesthetik» (підготовчого школа естетики, 1804) займає чільне місце в історії німецької естетики ; загальна система недостатньо ясна, виклад страждає недоречною образністю 18[джерело?] але величезна начитаність і ряд тонких зауважень, цікавих і тепер, придають праці велику цінність; особливе значення мають відділи про гумор, про комічне, і т. ін. «Levana oder die Erziehungslehre» (Левана, або Вчення про виховання, 1807) також цінна не загальною системою, несамостійної і неновою, але безліччю вказівок досвідченого, спостережливого і освіченого практика. Слідом за цими роботами Жан Поль знову звернувся до публіцистики, якою з жаром займався в молодості. Переконаний демократ і послідовний прихильник принципів 1789 р, він мав особливу підставу ратувати за них тепер, в годину Наполеонівських воєн і приниження Німеччини («Freiheitsbüchlein» 1805, «Dämmerungen für Deutschland», 1809); свобода думки була основним скарбом, якого він домагався; поряд з цим він не втомлювався проповідувати, що головною умовою національного відродження є моральний підйом («Friedenspredigt an Deutschland», 1809).
У той же час Жан Поль почав ряд дрібних гумористичних оповідань: «Des Feldpredigers Schmelzle Reise nach Plätz», "Dr. Katzenberger's Badereise "(1809), " Leben Fibels "(l811), « Der Komet oder Nicolaus Markgraf »(Комета, або Микола Маргграф, 1820), в яких Бічуются фантастичні захоплення, настільки властиві німецьким мрійникам. Збірник статей і оповідань «Museum» (1815), "Erinnerungen aus den sch önsten Stunden für die Letzten " (1815), «Kleine Bücherschau» (1825) — найбільш видатні з останніх творів письменника. Перед смертю він готував повне зібрання творів, яке з'явилося вперше в 1826–28 рр. (60 тт., А разом з посмертними творами — «Wahrheit aus Jean Paul's Leben», «Selina oder die Unsterblichkeit der Seele» та ін. — 65 тт.).

## Дослідження в Росії

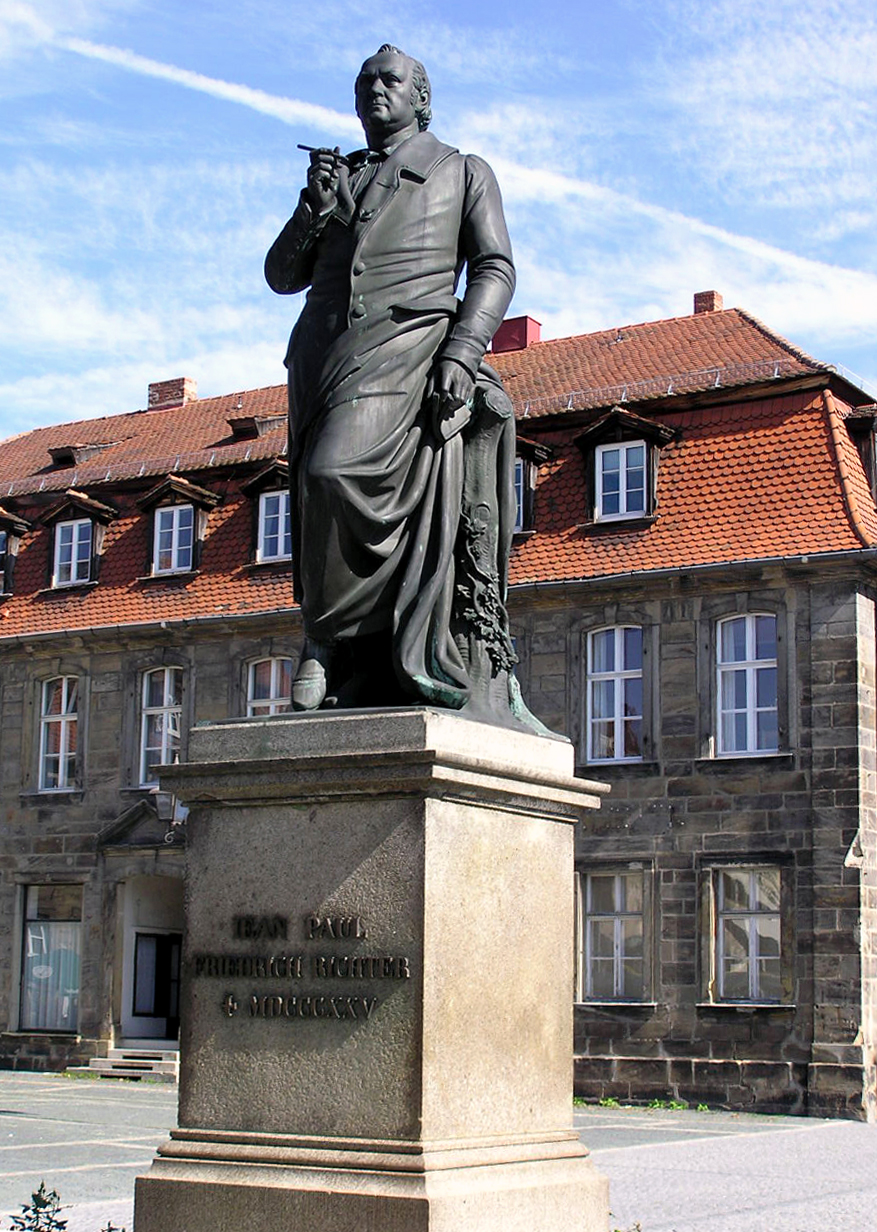
Пам'ятник Жану Полю в Байройті

У Росії середини XIX століття творчість Жана Поля було досить добре відомо читачам завдяки діяльності перекладача і пропагандиста його творів І. Е. Бецкого .
Літературознавець і перекладач Аркадій Горнфельд в словнику Обговорення характеризує Ріхтера так:
Різноманітна фантазія, надзвичайна винахідливість, знання людського серця, глибина почуття, багатство ідей і дар пластичного, яскравого зображення, при недостатньому розвитку почуття міри — такі властивості таланту Ріхтера.

Історико-літературне значення Жана-Поля визначається перш за все його впливом на романтичну школу: її гумор, її мотиви, її навмисний безлад, що виходить із протесту проти класицизму, мають в ньому попередника. На ньому виховалося почасти й наступне літературне покоління; дотепність Берні, який створив свого вчителя чудовий пам'ятник у своїй «Denkrede auf Jean Paul» (Ерланген, 1826, російський переклад в «Творах» Берні) носить явні сліди впливу Жана-Поля. Особливої згадки заслуговує стиль Р., що забезпечує йому міцне місце в історії німецької прози.
У радянський період важливим дослідником творчості Жана Поля був В. Г. Адмоні.

## Бібліографія

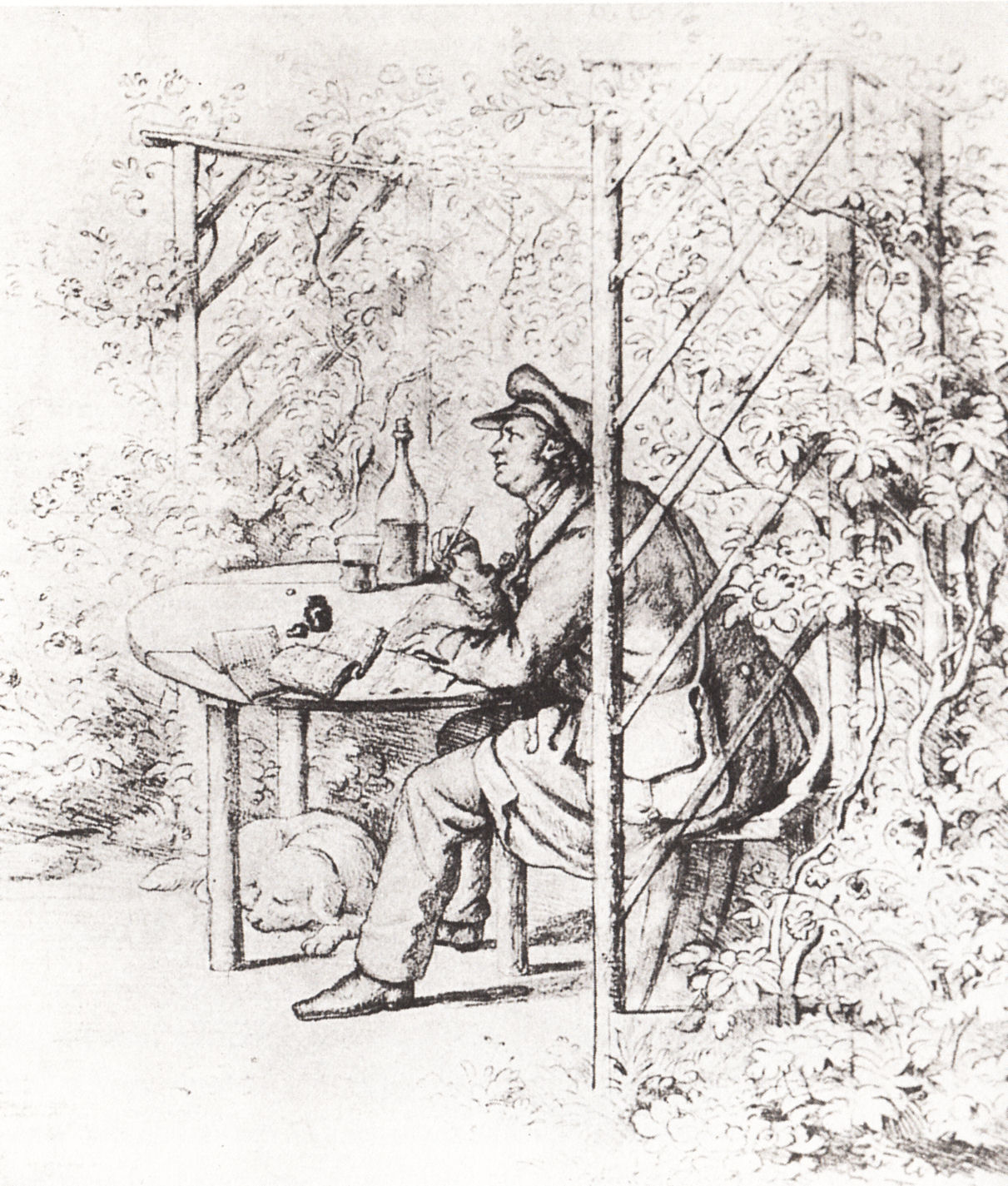
Жан Поль працює в своїй альтанці (малюнок Е. І. Фьорстера)